# Ashley Hamilton (baloncestista)
Ashley Hamilton (Hamburgo, Alemania, 28 de septiembre de 1988) es un jugador profesional de baloncesto británico con nacionalidad de Sierra Leona, que actualmente pertenece a la plantilla del Cáceres Patrimonio de la Humanidad de la Liga LEB Oro. Con 2,01 metros de altura, juega preferentemente en la posición de  ala-pívot.

## Carrera

### Instituto
Hamilton jugó baloncesto de la escuela secundaria en Lawrence Academy, en Groton, Massachusetts.

### Universidad
Hamilton comenzó su carrera en España con Gran Canaria y Tenefe Vecindario. En 2008, dejó España para jugar al baloncesto universitario en la Universidad Loyola Marymount con los Loyola Marymount Lions. Al final de su temporada sénior, Hamilton promedió 11 puntos y 5,6 rebotes en 22 partidos.

### Profesional
Después de no haber sido seleccionado en el Draft de la NBA de 2013, Hamilton se unió a  VL Pesaro de la Serie A el 20 de septiembre de 2013. Renunció después de un mes. Luego, firmó con Viola Reggio Calabria para el resto de la temporada.
En 2014, firmó con Cherkaski Monkeys, y al final de la temporada, se unió a Sagesse para los playoffs libaneses.
El 23 de septiembre de 2015, Hamilton se unió a Olimpia Matera. Dejó el club en diciembre y se unió a Lavrio de la Liga de baloncesto de Grecia.
En la temporada 2017-18, logró un ascenso a la Liga Endesa con el Bàsquet Manresa de la LEB Oro, contribuyendo con medias de 8.4 puntos y 3.8 rebotes por partido.
En la temporada 2018-19, jugaría en el London City Royals de la British Basketball League (primera división inglesa), donde se proclamó campeón y fue elegido MVP de las finales. Durante la temporada promedió 14 puntos, 7 rebotes y 2 asistencias por partido.
El 4 de diciembre de 2019, firmó por el Club Basquet Coruña, equipo de LEB Oro española.Disputó 10 encuentros en los que acreditó 11.8 puntos y 5.2 rebotes.
En la temporada 2020-21 regresó al baloncesto británico para enrolarse en el Plymouth Raiders de la BBL, donde jugó 28 partidos y promedió 16.3 puntos y 6.8 rebotes en 31 minutos de juego, con un 38 por cien de acierto en lanzamientos de tres.
El 31 de agosto de 2021 firma con el Club Basquet Coruña, equipo de LEB Oro española, para disputar la temporada 2021-22. Registró medias de 9.4 puntos y 3.4 rebotes. 
En la temporada 2022-23 firma con el Quimper, club de la Liga Pro B francesa, donde promedió 9.7 puntos y 3.2 rebotes en 26 encuentros. 
El 16 de diciembre de 2023 es anunciado como nuevo jugador del Cáceres Patrimonio de la Humanidad. Permaneció en dicho club hasta la finalización de la temporada 2023-24, disputando 21 encuentros con medias de 10.1 puntos y 5.3 rebotes.